# En avoir ou pas
En avoir ou pas (titre original en anglais : To Have and Have Not) est un roman d'Ernest Hemingway, paru en 1937.

## Résumé
Harry Morgan est un Américain vivant à Key West. Il vit avec une ancienne prostituée et gagne sa vie en organisant des croisières de pêche pour les touristes. Un de ses clients, Johnson, le quitte sans rien lui régler de la location de son bateau ni de la perte de tout un attirail de pêche. Plus tard, il accepte de passer douze Chinois mais tue le commanditaire de l'opération, Mr Sing, et débarque les Chinois. Il ajoute alors à ses nouvelles activités criminelles le passage de clandestins vers les États-Unis. Sa vie s'achève lorsqu'il est pris et tué par les révolutionnaires cubains.

## Adaptations
- 1944 : Le Port de l'angoisse (To Have and Have Not), film américain réalisé par Howard Hawks, avec Humphrey Bogart, Walter Brennan, et Lauren Bacall. Le scénario déplace l'histoire vers la Martinique sous le régime de Vichy;
- 1950 : Trafic en haute mer (The Breaking Point), film américain réalisé par Michael Curtiz, avec John Garfield. L'action est déplacée en Californie du Sud.
- 1958 : The Gun Runners, film américain réalisé par Don Siegel avec Audie Murphy et Everett Sloane.
- 1987 : Capitaine Khorshid, film iranien de Nasser Taghvai, transposant l'action dans le golfe Persique.

## Citation
- La perte de ton bras ne t’a pas arrangé le caractère.
- Au diable mon bras. Tu perds un bras, tu perds un bras. Il y a pire que de perdre un bras. On en a deux, de bras, comme on en a deux d’autres choses. Et un homme est toujours un homme avec un bras ou avec une de ce que je pense. Au diable tout ça, en fait, je ne veux plus qu’on m’en parle. »
Puis au bout d’un moment, il dit : « Mes deux autres trucs, je les ai toujours. »